# Алексєєв Антон Сергійович
Антон Сергійович Алексєєв (рос. Антон Сергеевич Алексеев; 27 серпня 1979, м. Новосибірськ, СРСР) — російський хокеїст, захисник.
Виступав за «Сибір» (Новосибірськ), «Янтар» (Сіверськ), «Супутник» (Нижній Тагіл).